# محمد العمران
محمد العمران (عربی: محمد أحمد العمران؛ زادهٔ ۱۴ اکتبر ۱۹۹۴) یک ورزشکار اهل عربستان سعودی است.